# Robenacoxib
Robenacoxib è un farmaco anti-infiammatorio non steroideo (FANS) appartenente alla famiglia degli inibitori selettivi della COX-2. La molecola viene utilizzata in ambito veterinario per il trattamento del dolore e della infiammazione associati alla osteoartrite cronica e per il trattamento del dolore e dell'infiammazione secondari a interventi di chirurgia ortopedica o dei tessuti molli nei cani. Ai dosaggi più bassi può anche essere indicato per il trattamento del dolore e della flogosi acuta associata a disturbi muscolori e scheletrici (ossa) o secondari a interventi di chirurgia ortopedica nel gatto.

## Farmacodinamica
Robenacoxib è un inibitore selettivo dell'enzima cicloossigenasi di tipo 2 (COX-2). La cicloossigenasi è un enzima chiave nella cascata del metabolismo dell'acido arachidonico, che catalizza la sintesi degli eicosanoidi, comprendenti diverse prostaglandine.
La cicloossigenasi di tipo 1 (COX-1) è costitutivamente espressa in molti tessuti dell'organismo, e tra questi nello stomaco, intestino, rene e piastrine. I suoi effetti fisiologici comprendono la protezione gastrica e la facilitazione della filtrazione renale e dell'aggregazione piastrinica. La formula inducibile (COX-2) viene invece espressa come risultato di stimoli infiammatori o mitogenici.

L'enzima COX-2 è responsabile della sintesi di alcune molecole mediatrici, dette prostanoidi (prostaglandine, trombossani e prostacicline), che risultano essere mediatori di sintomi come l'infiammazione, l'essudazione, il dolore e la febbre. I metaboliti determinati dall'azione della COX-2 sono anche coinvolti nell'ovulazione, nella fase di impianto della gravidanza e nella chiusura del dotto arterioso. Robenacoxib con la sua azione possiede proprietà analgesiche e antinfiammatorie.

## Farmacocinetica
Robenacoxib dopo somministrazione per via orale viene discretamente assorbito dal tratto gastrointestinale  ed il picco di concentrazione plasmatica (Cmax) di 1159 ng/ml viene raggiunto entro circa 30 minuti (Tmax) dall'assunzione. La contemporanea somministrazione del farmaco con il cibo non determina alcuna variazione nella Cmax, Tmax nell'AUC (area sotto la curva). Quando viene assunto a stomaco vuoto la biodisponibilità di robenacoxib compresse si aggira intorno al 49%.
Il farmaco possiede un volume di distribuzione abbastanza basso e si lega ampiamente alle proteine plasmatiche (legame superiore al 99%).
Nel gatto robenacoxib viene metabolizzato principalmente a livello epatico con produzione di un metabolita lattamico.
L'eliminazione di robenacoxib dal sangue avviene abbastanza celermente. A seguito di somministrazione endovenosa l'emivita di eliminazione è di poco superiore ad un'ora. Dopo somministrazione delle compresse masticabili l'emivita terminale nel sangue è stata calcolata in 1,7 ore. Robenacoxib tende a concentrarsi e persistere più a lungo nelle regioni corporee infiammate piuttosto che non nel torrente circolatorio. 
La via di escrezione del farmaco è principalmente biliare (superiore al 70%), mentre la quota rimanente viene escreta per via urinaria (circa il 30%).

## Usi veterinari
- Cane

Robenacoxib è indicato nel trattamento del dolore e dell'infiammazione correlati all'osteoartrite cronica. È inoltre indicato nel controllo e nella riduzione dell'infiammazione e del dolore associato ad interventi di chirurgia ortopedica.
- Gatto

Nel trattamento dell'infiammazione e del dolore acuto associati a disturbi muscolo-scheletrici. Nella riduzione dell'infiammazione e del dolore moderato secondario ad interventi di chirurgia ortopedica.

## Effetti collaterali e indesiderati
In animali in trattamento sono stati segnalati con una relativa frequenza riduzione dell'appetito,  vomito, diarrea (in genere  lieve e transitoria), feci molli, talvolta presenza di sangue nelle feci. In casi più rari è possibile osservare apatia e letargia.
In caso di trattamento prolungato (superiore a 2 settimane) si può osservare un aumento dell'attività degli enzimi epatici, di rado accompagnata da sintomatologia clinica.

## Controindicazioni
Robenacoxib non deve essere utilizzato in soggetti con ipersensibilità nota al principio attivo oppure ad uno qualsiasi degli eccipienti utilizzati nella forma farmaceutica. La somministrazione in animali con allergia nota ad altri FANS, affetti da ulcera peptica o storia di precedenti emorragie gastrointestinali dovrebbe essere evitata.
La contemporanea somministrazione di agenti corticosteroidi oppure altri farmaci antinfiammatori non steroidei rappresenta un'ulteriore controindicazione.
L'uso in animali affetti da insufficienza cardiaca, renale o epatica oppure in animali con grave disidratazione non è consigliato. Qualora non possa esserne evitato l'impiego è opportuno monitorare con grande attenzione l'animale.

## Dosi terapeutiche
- Cane

Il dosaggio consigliato è pari a 1–2 mg/kg peso corporeo, una sola volta al giorno preferibilmente alla stessa ora. Il trattamento deve essere protratto per il periodo 
di tempo necessario.
- Gatto

Il dosaggio consigliato è pari a 1-2,4 mg/kg peso corporeo, sempre una volta al giorno ed alla stessa ora. La durata del trattamento, per il controllo del dolore da disturbi muscoloscheletrici, non deve superare i sei giorni.
Nel caso di trattamento per dolore secondario a chirurgia ortopedica si consiglia di somministrare una singola compressa senza cibo almeno 30 minuti prima 
dell'intervento chirurgico. Dopo l'intervento chirurgico, il trattamento può essere continuata fino a due giorni dopo l'intervento.

## Gravidanza e allattamento
Il farmaco non deve essere utilizzato in animali gravidi e nel corso di allattamento di cuccioli. Il profilo di efficacia e sicurezza del farmaco non è stato testato durante la gravidanza e l'allattamento oppure negli animali impiegati per la riproduzione.

## Interazioni
- Farmaci antinfiammatori non steroidei (FANS): aumentata probabilità e potenziamento di effetti avversi od indesiderati.
- Diuretici e farmaci potenzialmente nefrotossici: l'associazione a medicinali che esercitano effetti sul flusso renale (ad esempio diuretici oppure gli inibitori dell’enzima di conversione dell’angiotensina) deve essere attentamente monitorata per il possibile verificarsi di un aumento del rischio di tossicità renale.